# This Girl's in Love with You
This Girl's In Love with You è un album della cantante soul statunitense Aretha Franklin, pubblicato nel 1970 dalla Atlantic Records. Quest'album viene ricordato soprattutto per avere la primissima incisione pubblicata ufficialmente di Let it be ben tre mesi prima di quella dei Beatles.

## Tracce
1. Son of a Preacher Man (John Hurley, Ronnie Wilkins)
2. Share Your Love with Me (Al Braggs, Deadric Malone)
3. The Dark End of the Street (Chips Moman, Dan Penn)
4. Let It Be (John Lennon, Paul McCartney)
5. Eleanor Rigby (Lennon, McCartney)
6. This Girl's In Love With You (Burt Bacharach, Hal David)
7. It Ain't Fair (Ronnie Miller)
8. The Weight (Robbie Robertson)
9. Call Me (Aretha Franklin)
10. Sit Down and Cry (Clyde Otis, Lou Stallman)